# Československo na Letních olympijských hrách 1952
Československo na Letních olympijských hrách 1952 ve finských Helsinkách reprezentovalo 99 sportovců, z toho 13 žen. Nejmladším účastníkem byl veslař Miroslav Koranda (17 let, 257 dní), nejstarším pak kanoista Bohuslav Karlík (43 let, 245 dní). Českoslovenští reprezentanti vybojovali 13 medailí, z toho 7 zlatých, 3 stříbrné a 3 bronzové.
V užším výběru byl sportovní střelec Miloš Šubrta z Benátecké Vrutice u Lysé nad Labem. Jeho výsledky na předchozích střeleckých soutěžích byly rovnocenné s tehdejší mezinárodní střeleckou špičkou. Jeho účast OH však byla vládnoucím režimem zakázána. Důvodem bylo, že v době II. války jejich rodina, vystěhovaná z domovské obce, osídlila vysídlený statek v Posázaví. Více na https://www.youtube.com/watch?v=BNdGcNKIohc

## Československé medaile
| Medaile | Jméno | Sport                | Disciplína                   |
| ------- | --- | -------------------- | ---------------------------- |
| Zlato   | Emil Zátopek | Atletika             | Muži běh na 5000 m           |
| Zlato   | Emil Zátopek | Atletika             | Muži běh na 10 000 m         |
| Zlato   | Emil Zátopek | Atletika             | Muži maraton                 |
| Zlato   | Dana Zátopková | Atletika             | Ženy hod oštěpem             |
| Zlato   | Karel Mejta Jiří Havlis Jan Jindra Stanislav Lusk Miroslav Koranda (kormidelník)                                               | Veslování            | čtyřka s kormidelníkem video |
| Zlato   | Josef Holeček | Kanoistika           | kanoe jednotlivců 1000 m     |
| Zlato   | Ján Zachara | Box                  | pérová váha                  |
| Stříbro | Josef Doležal | Atletika             | Muži chůze na 50 km          |
| Stříbro | Jan Brzák Bohumil Kudrna | Kanoistika           | dvojic – 1000 m              |
| Stříbro | Josef Růžička | Zápas                | řecko-římský, těžká váha     |
| Bronz   | Alfréd Jindra | Kanoistika           | kanoe jednotlivců 10 000 m   |
| Bronz   | Mikuláš Athanasov | Zápas                | řecko-římský, lehká váha     |
| Bronz   | Eva Bosáková Alena Chadimová Jana Rabasová Božena Srncová Hana Bobková Matylda Šínová-Matoušková Věra Vančurová Alena Reichová | Sportovní gymnastika | soutěž družstev              |

## Seznam všech zúčastněných sportovců
| Číslo | Jméno               | Pohlaví | Věk | Sport      |
| ----- | ------------------- | ------- | --- | ---------- |
| 1     | Jaroslav Šourek     | Muž     | 24  | Atletika   |
| 2     | Jiří Skobla         | Muž     | 22  | Atletika   |
| 3     | Jindřich Roudný     | Muž     | 28  | Atletika   |
| 4     | Zdeněk Pospíšil     | Muž     | 27  | Atletika   |
| 5     | Libuše Nováková     | Žena    | 28  | Atletika   |
| 6     | Olga Modrachová     | Žena    | 22  | Atletika   |
| 7     | Miloš Máca          | Muž     | 25  | Atletika   |
| 8     | Ludvík Liška        | Muž     | 23  | Atletika   |
| 9     | Jaroslava Komárková | Žena    | 25  | Atletika   |
| 10    | Stanislav Jungwirth | Muž     | 21  | Atletika   |
| 11    | Václav Janeček      | Muž     | 23  | Atletika   |
| 12    | Miroslav Horčic     | Muž     | 30  | Atletika   |
| 13    | Milan Fillo         | Muž     | 23  | Atletika   |
| 14    | Jiří David          | Muž     | 29  | Atletika   |
| 15    | Jiří Dadák          | Muž     | 26  | Atletika   |
| 16    | Václav Čevona       | Muž     | 30  | Atletika   |
| 17    | František Brož      | Muž     | 23  | Atletika   |
| 18    | Josef Doležal       | Muž     | 31  | Atletika   |
| 19    | Dana Zátopková      | Žena    | 29  | Atletika   |
| 20    | Emil Zátopek        | Muž     | 29  | Atletika   |
| 21    | Miroslav Škeřík     | Muž     | 27  | Basketbal  |
| 22    | Jaroslav Šíp        | Muž     | 21  | Basketbal  |
| 23    | Zdeněk Rylich       | Muž     | 21  | Basketbal  |
| 24    | Ivan Mrázek         | Muž     | 26  | Basketbal  |
| 25    | Jiří Matoušek       | Muž     | 24  | Basketbal  |
| 26    | Jan Kozák           | Muž     | 23  | Basketbal  |
| 27    | Lubomír Kolář       | Muž     | 23  | Basketbal  |
| 28    | Miloslav Kodl       | Muž     | 23  | Basketbal  |
| 29    | Eugen Horniak       | Muž     | 25  | Basketbal  |
| 30    | Josef Ezr           | Muž     | 28  | Basketbal  |
| 31    | Zdeněk Bobrovský    | Muž     | 18  | Basketbal  |
| 32    | Miroslav Baumruk    | Muž     | 26  | Basketbal  |
| 33    | Jiří Baumruk        | Muž     | 22  | Basketbal  |
| 34    | Július Torma        | Muž     | 30  | Box        |
| 35    | Horymír Netuka      | Muž     | 22  | Box        |
| 36    | František Majdloch  | Muž     | 22  | Box        |
| 37    | Bedřich Koutný      | Muž     | 21  | Box        |
| 38    | Ján Zachara         | Muž     | 23  | Box        |
| 39    | Josef Svoboda       | Muž     | 21  | Gymnastika |
| 40    | Leo Sotorník        | Muž     | 26  | Gymnastika |
| 41    | Josef Škvor         | Muž     | 22  | Gymnastika |
| 42    | Zdeněk Růžička      | Muž     | 27  | Gymnastika |
| 43    | Jindřich Mikulec    | Muž     | 24  | Gymnastika |
| 44    | Miloš Kolejka       | Muž     | 25  | Gymnastika |
| 45    | Vladimír Kejř       | Muž     | 23  | Gymnastika |
| 46    | Ferdinand Danis     | Muž     | 23  | Gymnastika |
| 47    | Věra Vančurová      | Žena    | 19  | Gymnastika |
| 48    | Božena Srncová      | Žena    | 27  | Gymnastika |
| 49    | Alena Reichová      | Žena    | 18  | Gymnastika |
| 50    | Jana Rabasová       | Žena    | 18  | Gymnastika |
| 51    | Matylda Matoušková  | Žena    | 19  | Gymnastika |
| 52    | Alena Chadimová     | Žena    | 20  | Gymnastika |
| 53    | Eva Bosáková        | Žena    | 20  | Gymnastika |
| 54    | Hana Bobková        | Žena    | 23  | Gymnastika |
| 55    | Jan Veselý          | Muž     | 29  | Cyklistika |
| 56    | Stanislav Svoboda   | Muž     | 21  | Cyklistika |
| 57    | Milan Perič         | Muž     | 24  | Cyklistika |
| 58    | Karel Nesl          | Muž     | 21  | Cyklistika |
| 59    | Zdeněk Kosta        | Muž     | 29  | Cyklistika |
| 60    | Ladislav Fouček     | Muž     | 21  | Cyklistika |
| 61    | Luboš Vambera       | Muž     | 27  | Kanoistika |
| 62    | Miloš Pech          | Muž     | 24  | Kanoistika |
| 63    | Jan Matocha         | Muž     | 29  | Kanoistika |
| 64    | Oldřich Lomecký     | Muž     | 31  | Kanoistika |
| 65    | Marta Kroutilová    | Žena    | 26  | Kanoistika |
| 66    | Ota Kroutil         | Muž     | 30  | Kanoistika |
| 67    | Rudolf Klabouch     | Muž     | 22  | Kanoistika |
| 68    | Bohuslav Karlík     | Muž     | 43  | Kanoistika |
| 69    | Bedřich Dvořák      | Muž     | 21  | Kanoistika |
| 70    | Alfréd Jindra       | Muž     | 22  | Kanoistika |
| 71    | Bohumil Kudrna      | Muž     | 32  | Kanoistika |
| 72    | Jan Brzák           | Muž     | 40  | Kanoistika |
| 73    | Josef Holeček       | Muž     | 31  | Kanoistika |
| 74    | Vladimír Skovajsa   | Muž     | 23  | Plavání    |
| 75    | Vlastimil Linhart   | Muž     | 24  | Plavání    |
| 76    | Ľudovít Komadel     | Muž     | 24  | Plavání    |
| 77    | Ladislav Bačík      | Muž     | 18  | Plavání    |
| 78    | Igor Treybal        | Muž     | 22  | Střelba    |
| 79    | Miroslav Proft      | Muž     | 28  | Střelba    |
| 80    | Zlatko Poláček      | Muž     | 27  | Střelba    |
| 81    | Ladislav Ondřej     | Muž     | 39  | Střelba    |
| 82    | František Maxa      | Muž     | 29  | Střelba    |
| 83    | František Čapek     | Muž     | 37  | Střelba    |
| 84    | Jiří Vykoukal       | Muž     | 29  | Veslování  |
| 85    | František Reich     | Muž     | 22  | Veslování  |
| 86    | Antonín Malinkovič  | Muž     | 21  | Veslování  |
| 87    | Karel Mejta         | Muž     | 24  | Veslování  |
| 88    | Stanislav Lusk      | Muž     | 20  | Veslování  |
| 89    | Miroslav Koranda    | Muž     | 17  | Veslování  |
| 90    | Jan Jindra          | Muž     | 20  | Veslování  |
| 91    | Jiří Havlis         | Muž     | 19  | Veslování  |
| 92    | Karel Saitl         | Muž     | 27  | Vzpírání   |
| 93    | Václav Pšenička     | Muž     | 21  | Vzpírání   |
| 94    | Josef Hantych       | Muž     | 40  | Vzpírání   |
| 95    | Robert Belza        | Muž     | 25  | Vzpírání   |
| 96    | Josef Zeman         | Muž     | 26  | Zápas      |
| 97    | Vladislav Sekal     | Muž     | 22  | Zápas      |
| 98    | Mikuláš Athanasov   | Muž     | 21  | Zápas      |
| 99    | Josef Růžička       | Muž     | 27  | Zápas      |